# Soba, Cantabria
Soba tỉnh và cộng đồng tự trị Cantabria, phía bắc Tây Ban Nha. Đô thị Soba, Cantabria có diện tích là 214,6 ki-lô-mét vuông, dân số năm 2009 là 1367 người với mật độ 6,38 người/km². Đô thị này có cự ly km so với Santander.